# Granada Tipus 4

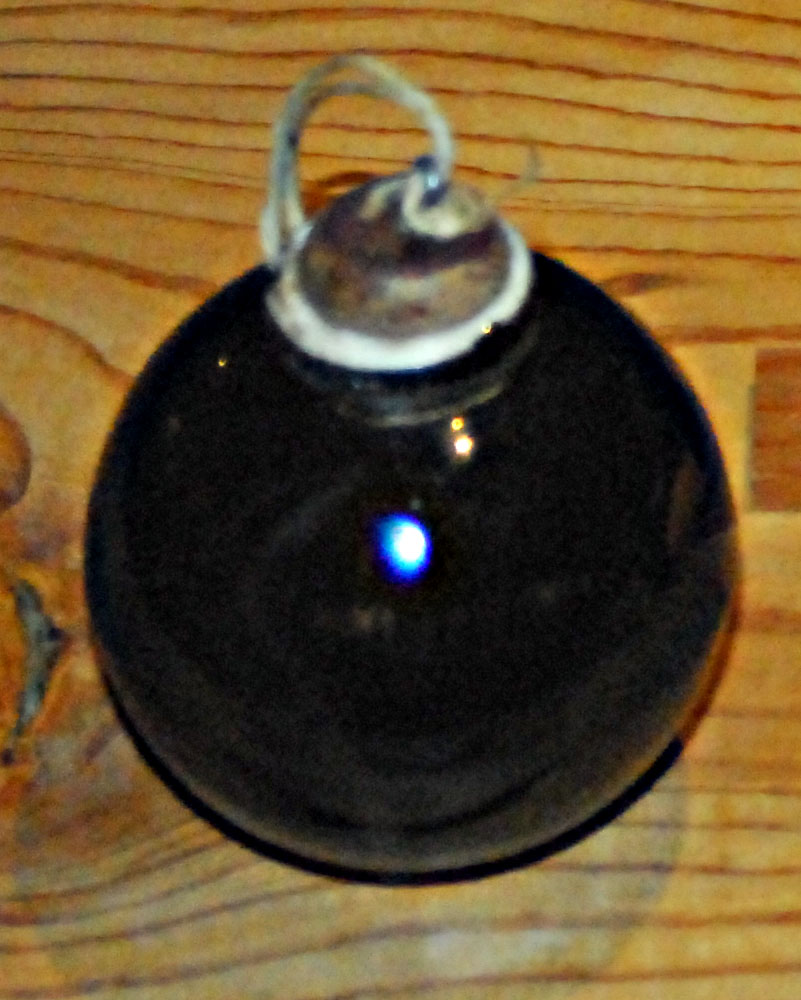
Una Granada ceràmica Tipus 4

La Granada Tipus 4' o Granada cerámica (四式陶製手榴弾, Yon-shiki tōsei teryūdan) era una granada de mà dissenyada com a part del programa dÚltima Resistència. L'arma va ser desenvolupada i dissenyada per la Marina Imperial Japonesa durant les etapes finals de la Segona Guerra Mundial.

## Historia i desenvolupament
A finals de 1944 i principis de 1945, la major part de la infraestructura industrial japonesa havia sigut destrossada pels bombardejos estratègics de les forces aliades sobre Japó i hi havia una gran falta de matèries primeres per culpa del bloqueig naval i la guerra submarina. Per culpa de la falta de metalls per a la producció massiva de granades de mà, que haguessin sigut necessàries per a la defensa de les illes japoneses, el Comitè Tècnic de la Marina Imperial Japonesa va desenvolupar el disseny per a una nova, barata i fàcil de produir, granada de mà dreta de ceràmica o porcellana. Els Kilns, famosos per la producció de porcellana japonesa, com la porcellana Imari (o Arita), la Bizen i la Seto (Aichi). Aquestes companyies de producció de ceràmiques van ser obligades a començar a produir aquestes noves armes. Aquestes granades tenien molts tipus de mides, formes i colors, ja que el disseny depenia de cada Kiln.

## Disseny
La granada Tipus 4 disposava d'un cos de fragmentació fet de porcellana o ceràmica. La granada res rodona, amb un coll d'ampolla recoberta per goma i un detonador simple. Aquest detonador no era més que un sistema d'una metxa de cinc segons unida a Una tapa detonadora. L'altre fi del detonador estava situat en la part exterior del tap de goma, estava recobert amb una composició de cap de partit. Una tapa de cautxú cobria tot el coll de la coberta i es fonia. Un bloc de fusta petit i suau amb una composició abrasiva d'un costat estava contingut en la tapa del detonador.

## Historial de combat
La granada Tipus 4 va ser subministrada en grans quantitats a les unitats i organitzacions de la defensa civil, com per exemple, el Cos de Tropes de Combat, O el Yokusan Sonendan, i també a unitats de reservistes que es preparaven per a la invasió de les illes centrals del Japó per les forces aliades de la Segona Guerra Mundial. També van ser subministrades en grans quantitats a unitats de combat de primera línia, i van ser utilitzades, com a mínim, en les batalles d'Iwo Jima i la d'Okinawa.